# Relieve de Uruguay
Uruguay es conocido por tener un relieve muy homogéneo y plano, su altitud promedio es de 140 metros sobre el nivel del mar, mientras que los países vecinos de Argentina y Brasil tienen una elevación media de entre 800 y 1000 m s. n. m.

## Características
La superficie de Uruguay es de 176.215 km². Si perteneciera al continente europeo, con 50 países, sería el número 14 con mayor extensión, pero si hablamos de mayor altitud promedio, Uruguay sería, aproximadamente, el número 42 en la lista. En el continente americano, el país también está entre los últimos si hablamos de mayor altitud promedio, con 140 m s. n. m.   

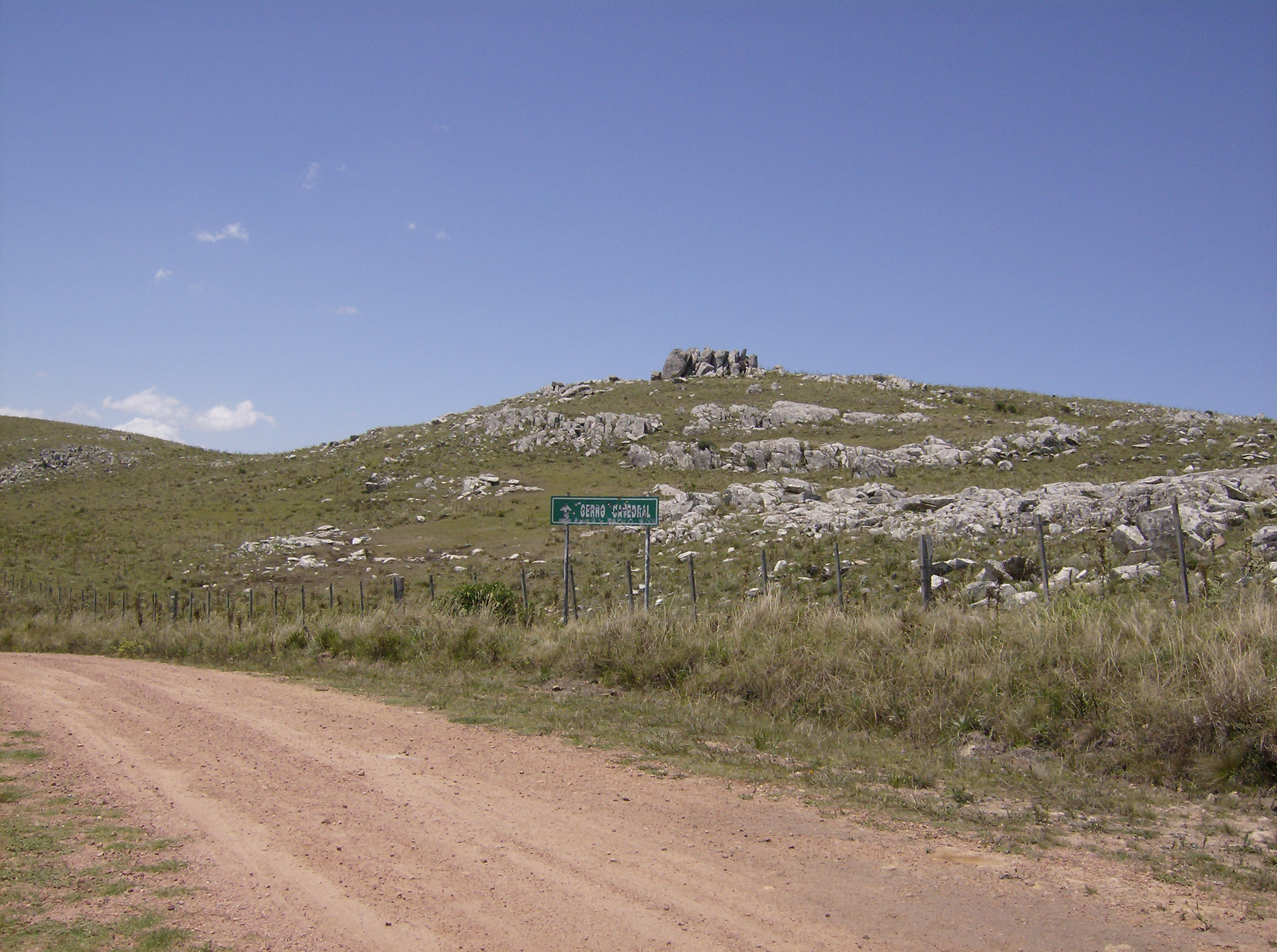
Cerro Catedral, su cumbre es el punto más alto de Uruguay

### Extremos
Los extremos son el punto más llano y el más elevado. Como Uruguay es un país con salida al mar y no posee depresiones, el punto más bajo es en el Océano Atlántico, a 0 m s. n. m. 
El punto más alto del país es el Cerro Catedral, un cerro de estructura cristalina perteneciente a la Cuchilla Grande, ubicado en el departamento de Maldonado, con una altura máxima de 513 m s. n. m. El segundo punto más alto es el Cerro de las Animas, con 501 m s. n. m.

### Tipos de relieve
Uruguay se caracteriza por su poca elevación, las dos principales formas de relieve en el país son las llanuras y las penillanuras (formadas por colinas, sierras y cuchillas). Uruguay es el único país de América del Sur sin ninguna montaña de más de 700 metros de elevación, tampoco es atravesado por la principal cadena montañosa de la región, la Cordillera de los Andes.
Veamos en profundidad los tipos de relieve en el país. 

#### Llanura

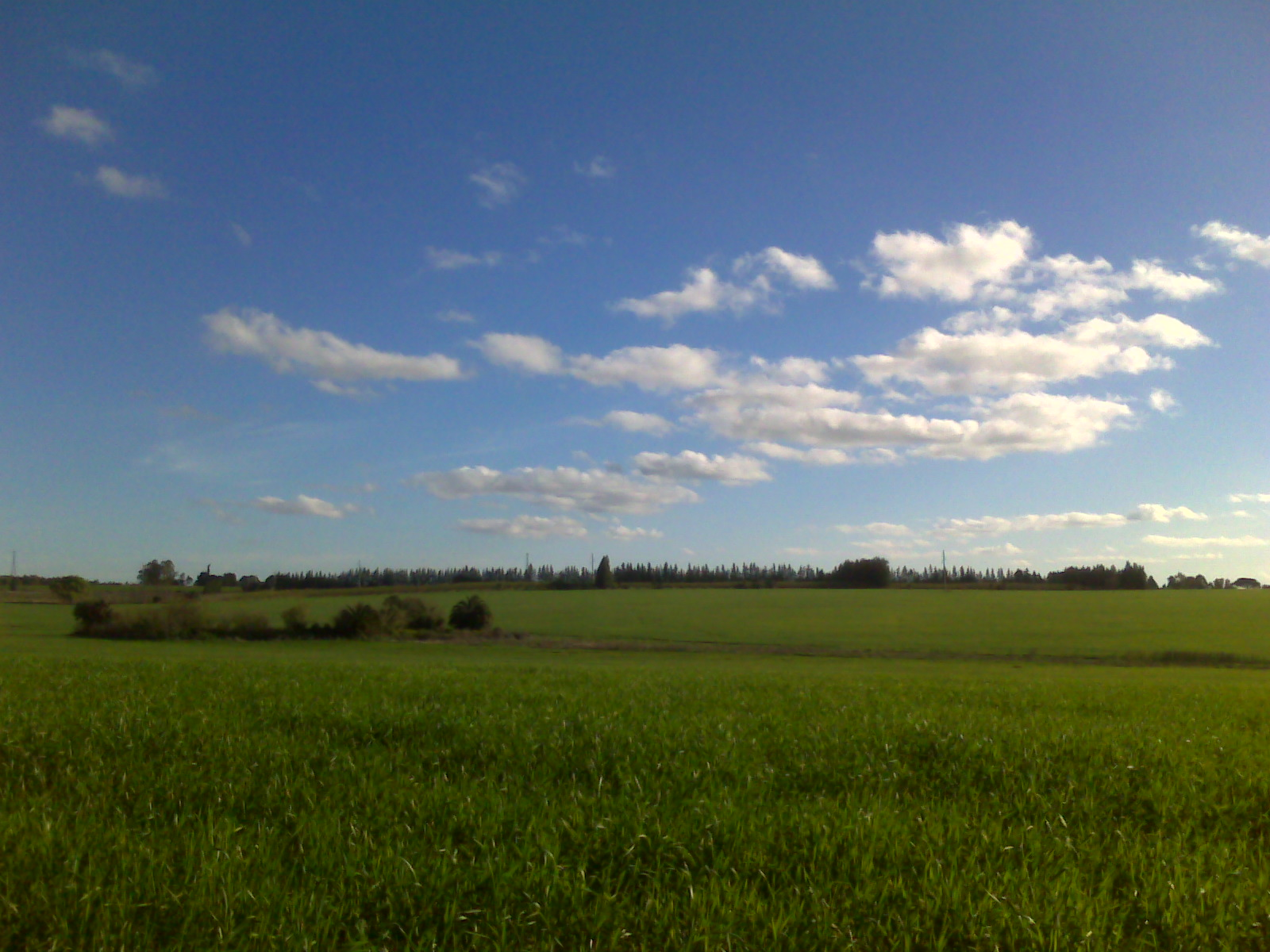
Llanura de la zona chacopampeana, Dto. de Colonia

Las llanuras son un tipo de relieve con altitudes promedio entre los 0 y 50 m s. n. m. y pendientes que oscilan entre 0,5 - 1,5%.
Se forman gracias a los sedimentos traídos por los ríos, en este caso, los ríos Negro y Uruguay. En el país hay 3 zonas de llanuras cercanas a cuerpos de agua: la del litoral del río Uruguay, la chacopampeana al sur, y la Atlántica, que está separada de la anterior gracias a la Cuchilla Grande, e incluye a las zonas cercanas a la Laguna Merín.
Los sedimentos de los ríos hacen que los suelos de las llanuras uruguayas sean muy fértiles, lo que facilita una de las actividades económicas más importantes del país, la agropecuaria.
Las llanuras suelen estar rodeadas por una cadena o anillo de elevaciones, que en el caso de Uruguay son las cuchillas, pertenecientes a la penillanura. 

#### Penillanura
La penillanura es un tipo de relieve que en Uruguay está formada por colinas, sierras y cuchillas; con altitudes de entre 50 y 500 m s. n. m.

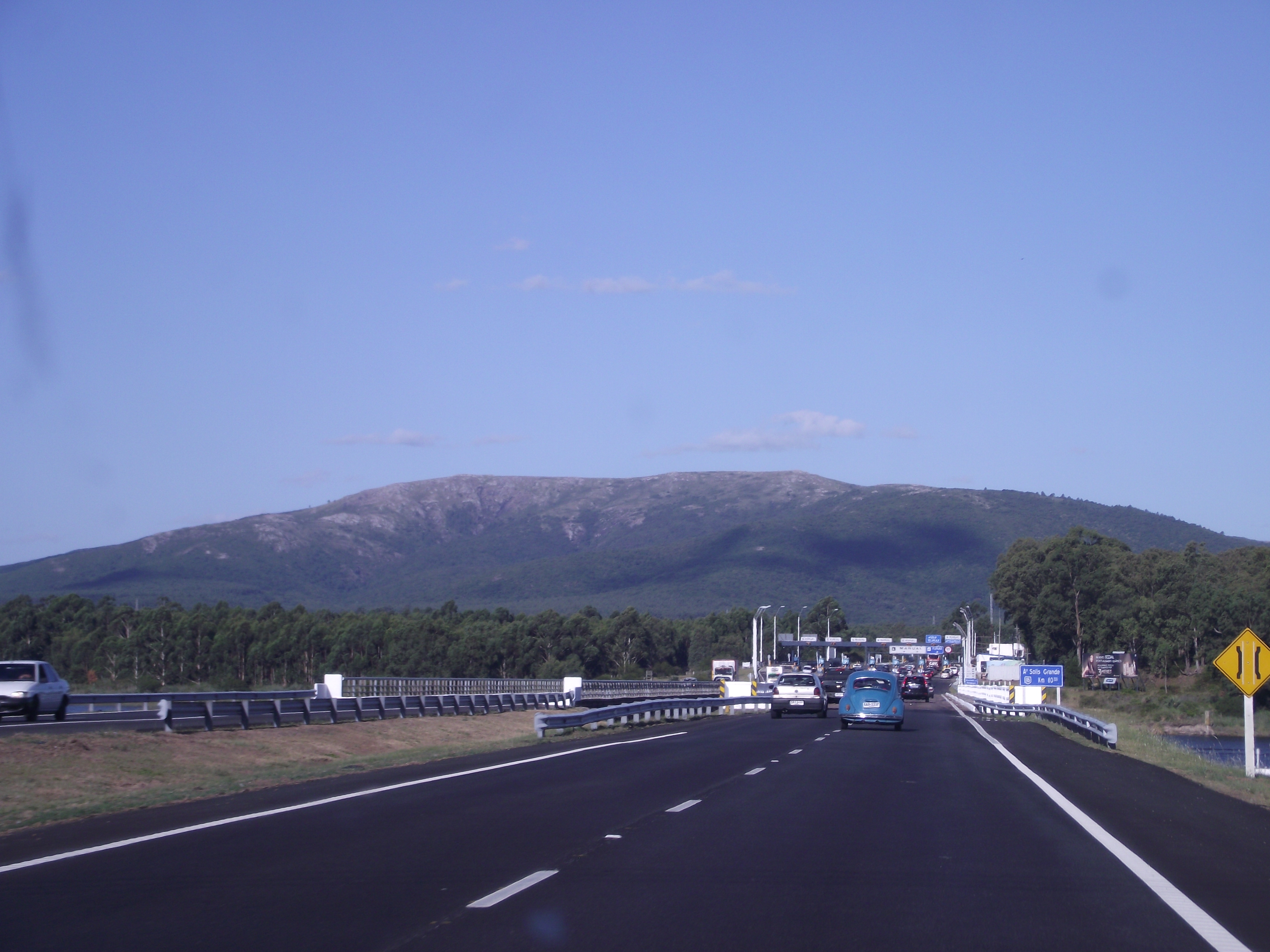
Cerro de las Ánimas, Maldonado Ejemplo de la forma redondeada que le deja la erosión a las elevaciones. Parte de la penillanura cristalina.

Se forman gracias a la erosión de grandes elevaciones de millones de años de antigüedad. Los agentes erosivos como el viento, el agua y el hielo desgastan las formaciones rocosas, reduciendo su altura y suavizando sus formas. Según el material del cual están formadas estas elevaciones podemos clasificar las penillanuras como cristalinas, basálticas y sedimentarias. 

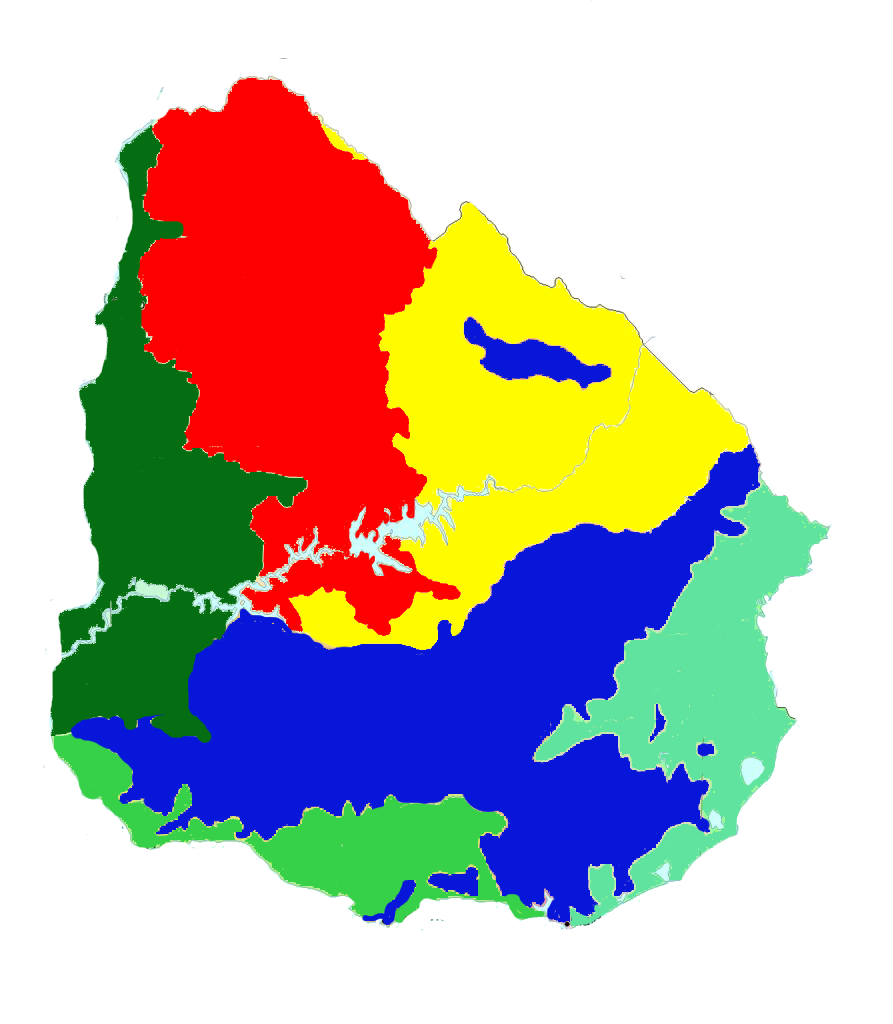
Mapa geomorfológico de Uruguay (aproximación). Penillanura basáltica, Penillanura cristalina, Penillanura sedimentaria, Llanura

Las penillanuras cristalinas son aquellas que están formadas por granito (rocas ígneas, producto del enfriamiento del magma) y otras rocas metamórficas del granito como la gnesis. Son el resultado de millones de años de la erosión de los macizos del precámbrico. Se caracterizan por sus formas redondeadas y por su superficie dura. La penillanura cristalina se encuentra principalmente en el sur del país, pero también hay una "isla" cristalina en el departamento de Rivera. Las cumbres más altas del Uruguay son de roca con estructura cristalina.
Las penillanuras basálticas son aquellas que, como su nombre lo dice, están compuestas por formaciones de basalto (roca volcánica, producto del enfriamiento de la lava). Se originan gracias a la erosión de mesetas volcánicas del cretácico. En Uruguay podemos encontrar este tipo de penillanura principalmente al norte, y se caracteriza por sus elevaciones con una superficie suavemente inclinada hacia el Oeste y con una pendiente muy alta hacia el Este.

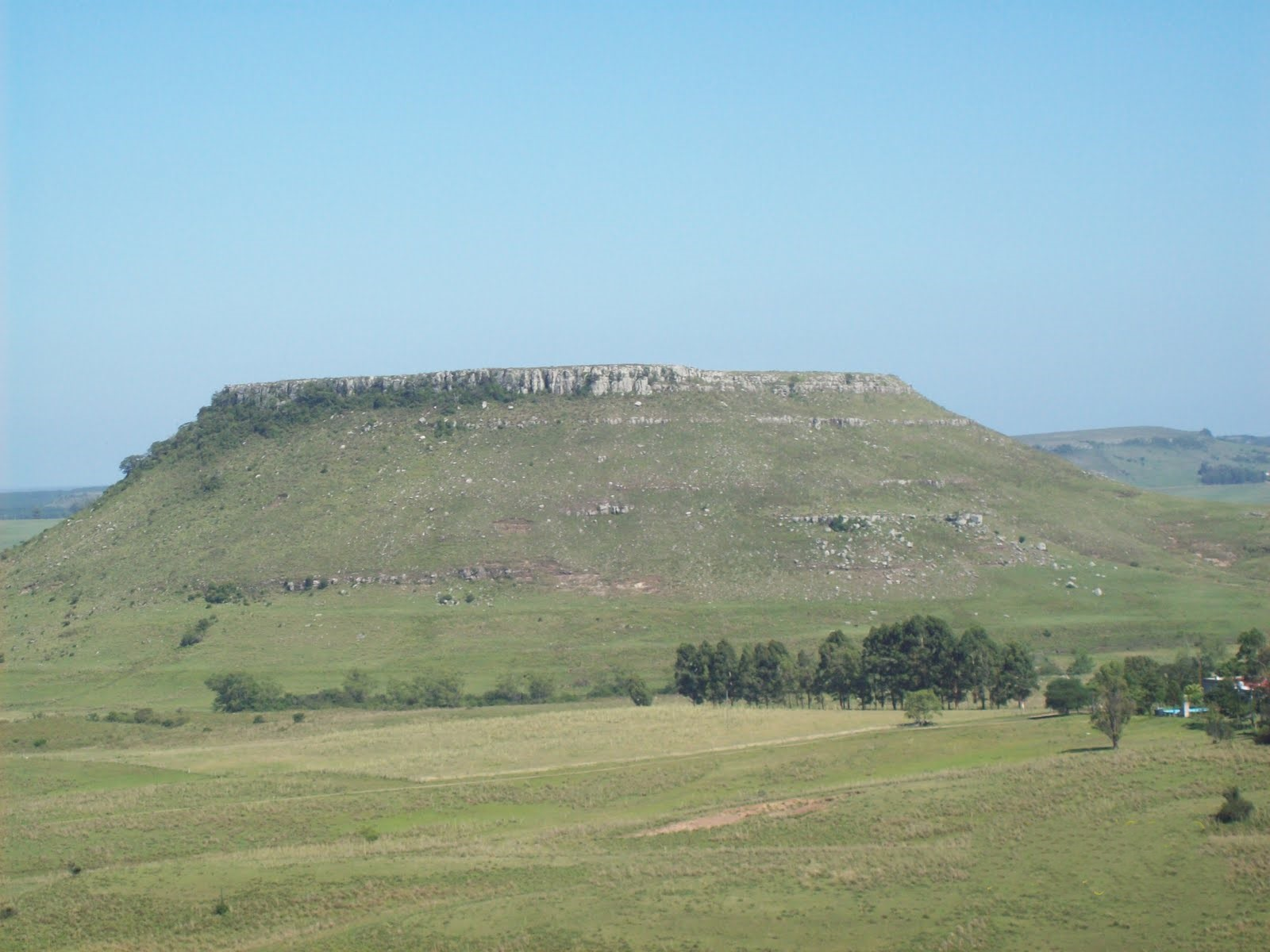
Uno de los Tres Cerros de Rivera Ejemplo de elevación en penillanura sedimentaria.

Por último, las penillanuras sedimentarias son aquellas que están compuestas por rocas formadas por la acumulación de sedimentos de origen fluvial o marino, como areniscas, limos y arcillas. La penillanura sedimentaria en Uruguay se puede encontrar al noreste y se caracteriza por la forma achatadas de las elevaciones.
Dentro de cada uno de estos tres tipos de penillanura podemos encontrar colinas, sierras y cuchillas.
Las colinas son una forma de relieve caracterizada por tener una altitud promedio de entre 150 y 250 m s. n. m. y pendientes que oscilan entre el 6% y el 18%. Son muy utilizadas para criar ganado y para la forestación.  A las colinas aisladas se les conoce como cerros, los cuales pueden superar los 500 m s. n. m.
Las sierras son conjuntos de elevaciones. En Uruguay, están formadas por los cerros de mayor pendiente y altura, unidos por sus bases.
Las cuchillas son elevaciones del terreno muy prolongadas, cuyas pendientes, formadas por colinas y sierras, se extienden suavemente hasta la tierra llana. Tienen forma alargada y actúan como divisorias de aguas, lo que explica su nombre. Pueden llegar a superar los 500 m s. n. m. y constituyen una forma de relieve característica y única del Cono Sur sudamericano. En Uruguay, se extienden por largas distancias, cruzando el país de forma transversal y longitudinal.

## Elevaciones
Como se mencionó antes, dentro de la penillanura uruguaya hay colinas y cerros, sierras y cuchillas. Los ejemplos más representativos de estas formaciones en el territorio oriental son: 
- Debido a la similitud de las colinas y a su relativa poca altura, no se les suele poner nombre. Si las colinas están aisladas, son conocidas como cerros, a los que si se les suele nombrar.

### Cerros
| Cerro                                                   | Ubicación                         | Altura (m s. n. m.)               | Incluido en...                    | Estructura                        | Imagen                            |
| Ordenados de menor a mayor altura                       | Ordenados de menor a mayor altura | Ordenados de menor a mayor altura | Ordenados de menor a mayor altura | Ordenados de menor a mayor altura | Ordenados de menor a mayor altura |
| ------------------------------------------------------- | --------------------------------- | --------------------------------- | --------------------------------- | --------------------------------- | --------------------------------- |
| Cerro San Antonio                                       | Piriapolis, Dto. de Maldonado     | 130                               | Cerro aislado                     | Cristalina                        |                                   |
| Cerro de Montevideo                                     | Montevideo                        | 132                               | Aislado                           | Cristalina                        |                                   |
| Cerro de los Burros                                     | Piriapolis, Dto. de Maldonado     | 171                               | Aislado                           | Cristalina                        |                                   |
| Cerro Btoví                                             | Tacuarembó, Dto. de Tacuarembó    | 230                               | Cuchilla de Haedo                 | Sedimentaria                      |                                   |
| Cerro del Toro                                          | Piriapolis, Dto. de Maldonado     | Entre 200 y 250                   | Aislado                           | Cristalina                        |                                   |
| Cerro Cementerio                                        | Valle Edén, Dto. de Tacuarembó    | 255                               | Cuchilla de Haedo                 | Sedimentaria                      |                                   |
| Cerro Artigas                                           | Minas, Dto de Lavalleja           | 280                               | Cuchilla Grande                   | Cristalina                        |                                   |
| Cerro de los Chivos - Cerro del Medio - Cerro Miriñaque | Dto. de Rivera                    | 284 - 221 - 282                   | Cuchilla de Haedo                 | Sedimentaria                      |                                   |
| Cerro Arequita                                          | Minas, Dto de Lavalleja           | 305                               | Cuchilla Grande                   | Cristalina                        |                                   |
| Cerro del Verdún                                        | Minas, Dto de Lavalleja           | 326                               | Cuchilla Grande                   | Cristalina                        |                                   |
| Cerro del Penitente                                     | Minas, Dto de Lavalleja           | 357                               | Cuchilla Grande                   | Cristalina                        |                                   |
| Cerro Pan de Azúcar                                     | Piriapolis, Dto. de Maldonado     | 389                               | Cuchilla Grande                   | Cristalina                        |                                   |
| Cerro de las Animas                                     | Dto. de Maldonado                 | 501                               | Cuchilla Grande                   | Cristalina                        |                                   |
| Cerro Catedral                                          | Aiguá, Dto. de Maldonado          | 513                               | Cuchilla Grande                   | Cristalina                        |                                   |

### Sierras
Ejemplos de las sierras más representativas del Uruguay.
| Sierras              | Ubicación                    | Punto más alto (m s. n. m.) | Incluido en...    | Estructura |
| -------------------- | ---------------------------- | --------------------------- | ----------------- | ---------- |
| Sierra Tambores      | Tambores, Dto. de Tacuarembó | -                           | Cuchilla de Haedo | Basáltica  |
| Sierras de Mahoma    | Dto. de San José             | 180                         | Cuchilla Grande   | Cristalina |
| Sierra del Penitente | Minas, Dto de Lavalleja      | Cerro del Penitente - 357   | Cuchilla Grande   | Cristalina |
| Sierra de las Animas | Dto. de Maldonado            | Cerro de las Animas - 501   | Cuchilla Grande   | Cristalina |
| Sierra Carapé        | Dto. de Maldonado            | Cerro Catedral - 513        | Cuchilla Grande   | Cristalina |

### Cuchillas
Las cuchillas son las salientes más características y extensas del territorio. Hay dos fundamentales para la geografía del país, la Cuchilla Grande y la Cuchilla de Haedo.

#### Cuchilla Grande

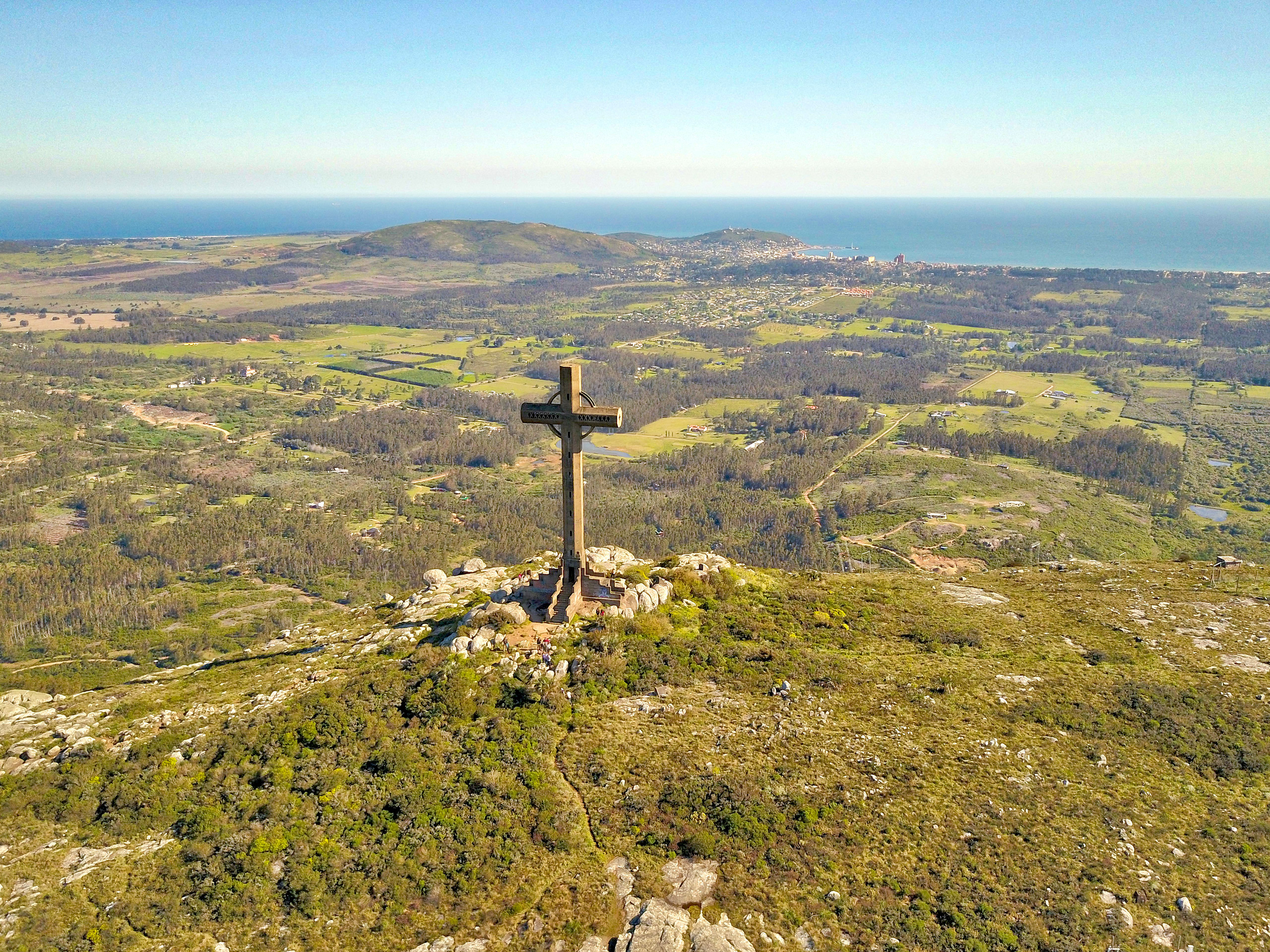
Cerro Pan de Azúcar

La Cuchilla Grande cubre la mayoría del sur del país, surge en el Departamento de Cerro Largo y se prolonga hacia el Oeste. Su ramificación principal funciona como separadora de aguas, en este caso, divide los afluentes del Río Negro y los del Río de la Plata y la Laguna Merín.
- Las principales ramificaciones de esta cuchilla son: la Cuchilla Grande de Durazno, que separa los afluentes del Río Yí y los del Río Negro; y la Cuchilla Grande Inferior, que separa, gracias a sus ramificaciones, a los afluentes de los ríos Yí, Uruguay y de la Plata.

- En la Cuchilla Grande se encuentra el punto más alto de Uruguay, el Cerro Catedral, en el Dto. de Maldonado, con una altura máxima de 513 m s. n. m.

- La mayor parte de esta cuchilla se encuentra en la penillanura cristalina.

#### Cuchilla de Haedo
La Cuchilla de Haedo cubre la mayoría del norte del país y se prolonga de Este a Oeste. Sus ramificaciones separan los afluentes de los ríos Negro y Uruguay.
- Las principales ramificaciones son: la Cuchilla de Santa Ana, que se extiende hacia el Sureste por el departamento de Rivera, y que funciona, aparte de separadora de agua, como límite geográfico entre Uruguay y Brasil. La Cuchilla del Daymán, en el Dto. de Salto, que separa los ríos Daymán y Arapéy; la Cuchilla del Queguay, en el Dto. de Paysandú, que separa los ríos Daymán y Queguay; y la Cuchilla de Belén, en el Dto. de Artigas, que separa los ríos Arapéy y Cuareim.
- La estructura de la Cuchilla de Haedo varía, ya que la primera parte ocupa la penillanura sedimentaria y la última ocupa la penillanura basáltica. Además, atraviesa pequeñas zonas de penillanura cristalina en el departamento de Rivera.[19]

## Influencia del relieve en la historia de Uruguay
El relieve característico de Uruguay ha jugado un papel crucial a lo largo de su historia. Antes de la llegada de los europeos en 1516, los pueblos indígenas que habitaban el territorio utilizaban los ríos navegables, como el Uruguay y el Negro, para transportarse y establecer redes de intercambio. La topografía llana y la presencia de cursos de agua facilitaron tanto el desplazamiento como el desarrollo de estas comunidades seminómadas.  
A finales del siglo XVII, los portugueses fundaron la ciudad de Colonia del Sacramento sobre una península que ofrecía ventajas estratégicas frente a la ciudad española de Buenos Aires, al otro lado del Río de la Plata. En respuesta, y con la intención de frenar la expansión portuguesa, los españoles fundaron durante la primera mitad del siglo XVIII, la ciudad de Montevideo en una ubicación privilegiada.

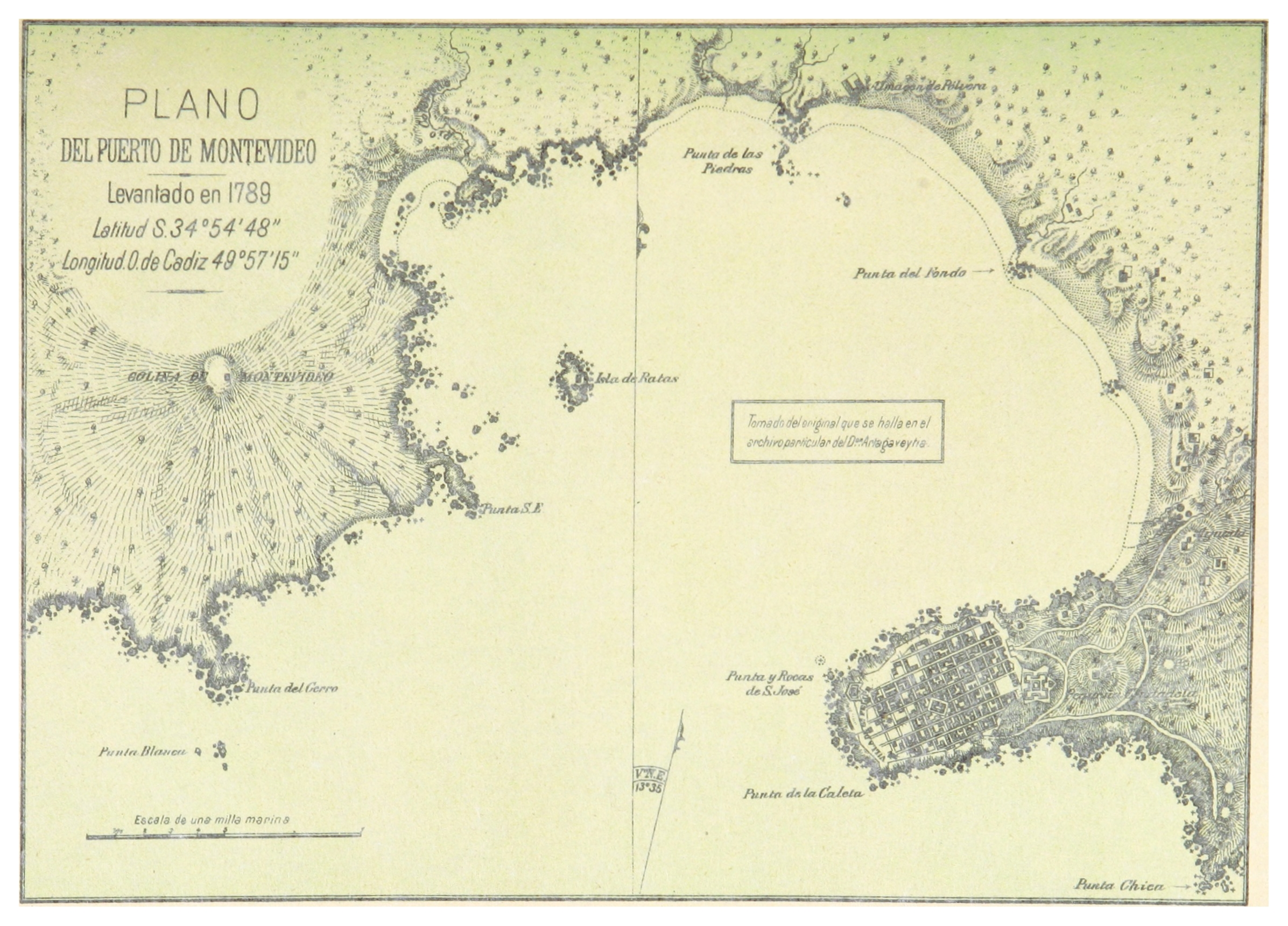
Plano de Montevideo de 1789

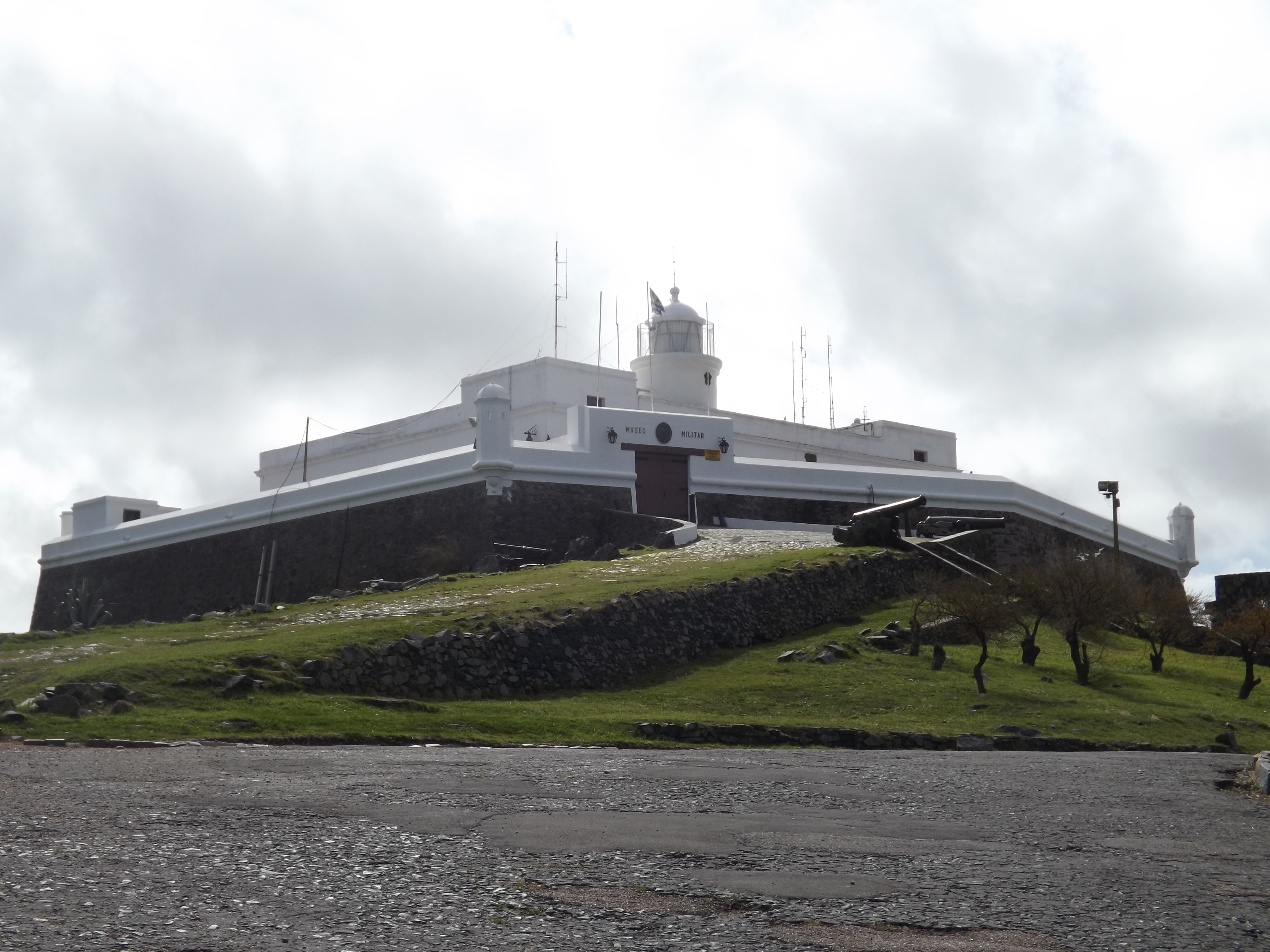
Fortaleza Gral. Artigas, ubicada en la cima del Cerro de Montevideo

Las dos grandes características físicas de la actual capital de Uruguay son el cerro y la bahía.  El Cerro de Montevideo, que posiblemente le da el nombre a la ciudad, tiene una importancia estratégica, ya que desde la cima se puede ver tanto los alrededores de la ciudad como la bahía. En 1802, los españoles construyeron el Faro del Cerro y en 1809 comenzaron la construcción de la Fortaleza del Cerro de Montevideo, con el objetivo de defender la ciudad de ataques enemigos y guiar a los barcos aliados al puerto. Por otro lado, la Bahía de Montevideo es considerada un puerto natural, ya que su diámetro de aproximadamente 4 km y su gran profundidad permiten el acceso de embarcaciones de gran calado a los muelles del histórico Puerto de Montevideo.    
Fuera de los centros urbanos, las llanuras onduladas y la fertilidad de los suelos uruguayos favorecieron el desarrollo de la ganadería extensiva desde el período colonial hasta la actualidad, constituyéndose en una de las principales actividades económicas del país. Por otro lado, las rutas nacionales del Uruguay se crearon con respecto al relieve, procurando que el trazado pasara por zonas elevadas para evitar inundaciones, sin comprometer su accesibilidad.    